# Ratolí orellut dels Andes
El ratolí orellut dels Andes (Auliscomys sublimis) és una espècie de rosegador de la família dels cricètids. Viu a altituds d'entre 3.800 i 5.500 msnm al sud del Perú, l'oest de Bolívia, Xile i el nord-est de l'Argentina. El seu hàbitat natural són les zones obertes, especialment si tenen tussocks i roques. És una espècie en risc mínim, és a dir, no sembla que hi hagi cap amenaça significativa per a la seva supervivència.